# مقاطعة فيربانكس نورث ستار بورو (ألاسكا)
مقاطعة فيربانكس نورث ستار بورو (بالإنجليزية: Fairbanks North Star Borough, Alaska)‏ هي إحدى مقاطعات ولاية ألاسكا في الولايات المتحدة. تأسست سنة 1964، بلغ عدد سكانها 97581 نسمة في عام 2010 حسب إحصاء مكتب تعداد الولايات المتحدة وتصل الكثافة السكانية فيها 4 نسمة/كم2.

## توأمة
لمقاطعة فيربانكس نورث ستار بورو (ألاسكا) اتفاقيات توأمة مع كل من:
- بونه
- ياكوتسك

## وصلات خارجية
- www.co.fairbanks.ak.us
- United States Counties